# Édouard Cadeau d'Acy
Édouard Jacques Cadeau d'Acy est un homme politique français, conseiller-général et député de la Somme, né le 12 décembre 1795 à Paris et décédé le 21 juin 1860 à Paris 8e.

## Biographie
Édouard Jacques Cadeau d'Acy était le fils de Jacques Cadeau d'Acy (né le 5 mars 1767 à Acy-en-Multien, décédé le 20 mars 1797 à Paris), avocat en parlement, puis conseiller au parlement de Paris le 9 août 1786, reçu le 5 septembre 1786 en la 2e chambre des enquêtes, en charge jusqu'en 1790, décrété d'arrestation par le Comité de Sûreté générale en 1794, marié le 20 octobre 1790 à Paris avec Anne Geneviève Bruant, décédée en 1828.
Il avait un frère aîné, Jacques Adolphe Cadeau d'Acy (1792 - 1855) créé vicomte héréditaire par lettres patentes du roi Charles X, le 30 juin 1830, sur institution d'un majorat lié au domaine d'Acy en Multien, officier, marié avec Marie Félicité de Cossart d'Espiès, puis avec Léonie Victoire Louise de Melun, dont postérité.
En 1822, il achèta le château et la terre de Villers-aux-Érables, et devint maire de la commune en 1825.
En 1830, il se rallia à la Monarchie de Juillet. En 1833, il fut élu conseiller général du canton de Moreuil jusqu'en 1848, puis président du Conseil général de la Somme en 1841.
En 1837, il fut élu député de la Somme et réélu jusqu'en 1848. Il siégea dans la majorité soutenant les ministères de la Monarchie de Juillet.
À la suite de son décès, une chapelle sépulcrale de style romano byzantin fut édifiée dans le cimetière de Villers aux Erables, derrière l'église, sur une réalisation des frères Duthoit. Cette chapelle est toujours existante en 2018.

### Mariage et descendance
Il épousa à Paris en 1824 Pauline Tripier de Sénerville, morte à Villers-aux-Érables, le 21 juillet 1884, fille de Louis Joseph Tripier de Sénerville et de Françoise Rosalie de Grasse. Trois enfants sont issus de ce mariage :
- Jean Jacques Pierre Paul Cadeau d'Acy, né à Villers-aux-Érables, le 10 octobre 1825, mort à Pougues-les-Eaux (Nièvre le 8 mars 1906 ;
- Jacques Louis Ernest Cadeau d'Acy, né à Amiens le 22 septembre 1827, mort à Paris le 14 janvier 1905, marié à Paris en 1859 avec Marie Valérie Le Boucher d'Emiéville (1833-1882), fille de Frédéric Le Boucher d'Emiéville et Charlotte de Vauquelin ;
- Anne Marie Cadeau d'Acy, née à Villers-aux-Érables le 13 août 1832, morte à Villers-aux-Érables, le 14 décembre 1905. Elle épousa en 1860 Théodorite Bonabes Victurnien Félicien, marquis de Rougé (1806-1864), fils de Bonabes Victurnien, marquis de Rougé, pair de France, et de Timarette de Crussol d'Uzès.

## Sources
1. ↑  Archives en ligne de Paris, actes de l'état civil reconstitué, cote 5Mi1 92, vues 36-37/51

- « Édouard Cadeau d'Acy », dans Adolphe Robert et Gaston Cougny, Dictionnaire des parlementaires français, Edgar Bourloton, 1889-1891 [détail de l’édition]